# 谷資信
谷 資信（たに すけのぶ、1922年2月8日 - 1999年5月10日）は、日本の建築構造学者、構造家。早稲田大学名誉教授。

## 経歴
1922年、東京に生まれる。1945年に早稲田大学理工学部建築学科を卒業し、早稲田大学専門部工科専任講師。1949年早稲田大学理工学部専任講師に転任。1953年同大学助教授就任。1960年工学博士。1963年同教授就任。1981年、早稲田大学専門学校校長兼務。1992年退職。1979年「耐震要素の配置と復元力特性に関する研究」にて日本建築学会賞受賞。1987年から1988年まで日本建築学会会長。1995年日本建築学会賞大賞受賞。1997年、勲三等瑞宝章受章。
構造設計にスカイハウス（1958年建設,東京都文京区大塚）、古川市民会館（1966 年建設,宮城県古川市）、鎌倉商工会議所会館など多数。
著書に『建築構造力学演習教科書』『現代建築構造設計の基礎』『おさまり詳細図集（3） 配筋要領編』（監修）『土木.建築R.C.配筋詳圖及解說』『構造の計画と計算』『建築構造学(1) 構造力学1』『荷重・外力 （やさしい構造計算シリーズ2）』『異形ラーメンをどう解くか 解法と実例 - 』（編著）他、多数。